# ヘルマン・シュトルーベ

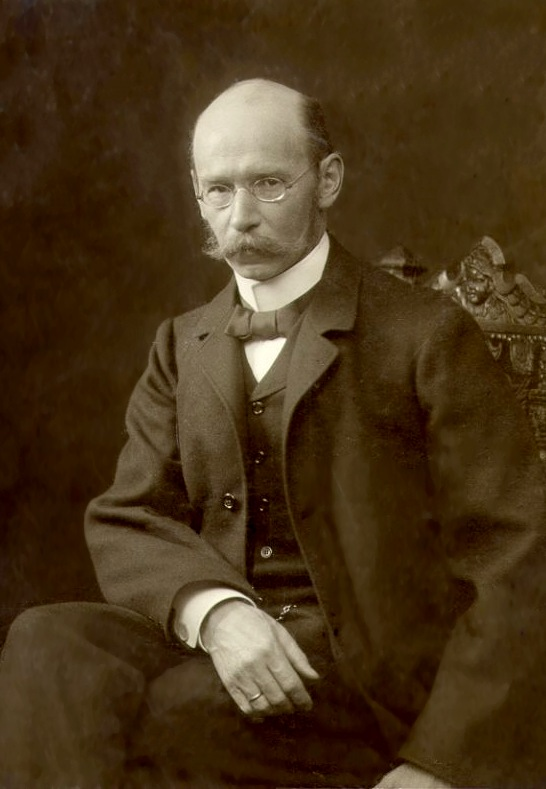
ヘルマン・シュトルーベ

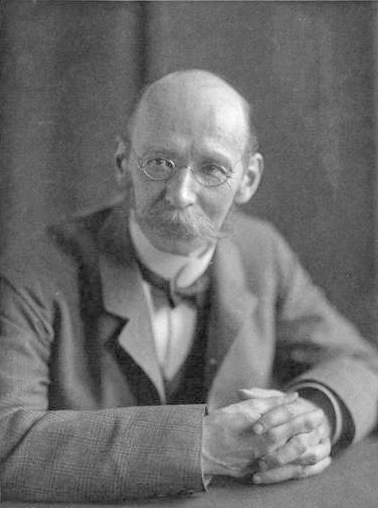
ヘルマン・シュトルーベ（1900年）、ルドルフ・デュールコープ撮影

カール・ヘルマン・シュトルーベ（Karl Hermann Struve、1854年10月3日 – 1920年8月12日）は、ロシア・ドイツの天文学者。

## 人物
サンクトペテルブルクに生まれた。フリードリッヒ・フォン・シュトルーベの孫でオットー・ヴィルヘルム・シュトルーベの息子で、ルードヴィッヒ・シュトルーベの弟である。ロシア名はГерман Оттович СтрувеまたはГерман Оттонович Струвеであるが、後半はドイツで働いた。
1882年にタルトゥ大学で博士号を得てプルコヴォ天文台に入るが、研究のためにパリ、ストラスブール、ベルリン、グラーツに送られた。土星の衛星と環の研究をおこなった。1890年に父親の後をついで主任観測者となったが、1895年にドイツに戻り、ケーニヒスベルク天文台（ケーニヒスベルク大学）の所長となった。1904年から没するまでベルリン・バベルスベルク天文台の所長を務めた。1903年にイギリス王立天文学会のゴールドメダルを受賞した。